# Пентоне
Пентоне (итал. Pentone) — коммуна в Италии, располагается в регионе Калабрия, подчиняется административному центру Катандзаро.
Население составляет 2144 человека, плотность населения составляет 179 чел./км². Занимает площадь 12 км². Почтовый индекс — 88050. Телефонный код — 0961.
Покровителем коммуны почитается святитель Николай Мирликийский, чудотворец, празднование во второе воскресение июля, и Пресвятая Богородица (Madonna di Termini), празднование во второе воскресение сентября.